# Южно-Степное сельское поселение
Южно-Степное се́льское поселе́ние — муниципальное образование в Карталинском районе Челябинской области Российской Федерации. В рамках административно-территориального устройства муниципальное образование  соответствует административно-территориальной единице Южно-Степной сельсовет.
Административный центр — посёлок Южно-Степной.

## История
Статус и границы сельского поселения установлены Законом Челябинской области от 17 сентября 2004 года № 275-ЗО «О статусе и границах Карталинского муниципального района, городского и сельских поселений в его составе»

## Население
| 2002  | 2010  | 2011  | 2012  | 2013  | 2014  | 2015  |
| ----- | ----- | ----- | ----- | ----- | ----- | ----- |
| 2283  | ↘1796 | ↘1790 | ↘1714 | ↘1654 | ↘1623 | ↘1582 |
| 2016  | 2017  | 2018  | 2019  | 2020  | 2021  |       |
| ↘1540 | ↘1485 | ↘1424 | ↘1377 | ↘1313 | ↘1279 |       |

## Состав сельского поселения
| № | Населённый пункт  | Тип населённого пункта          | Население |
| - | ----------------- | ------------------------------- | --------- |
| 1 | Вишневый          | посёлок                         | ↘317      |
| 2 | Гражданский       | посёлок                         | ↘76       |
| 3 | Елизаветопольское | село                            | ↘531      |
| 4 | Знойное           | посёлок                         | ↗4        |
| 5 | Южно-Степной      | посёлок, административный центр | ↘868      |